# Gyat
Gyat, ⓘ een afkorting van Goddamn, ook gespeld als Gyatt of Gyattt, is een term dat van origine komt uit het Afrikaans-Amerikaanse volkstaal-Engels. In de jaren 2020, kreeg het woord de extra betekenis van "een persoon, vaak een vrouw, met grote billen en soms een zandloperfiguur". 
Met licht variërende definities vergaarde Gyat in 2022 populariteit op het socialemediaplatform TikTok  deels vanwege het frequente gebruik ervan door verschillende onlinestreamers, waaronder Kai Cenat, die het woord in de schijnwerpers zette.  Het is een internetmeme geworden, die vooral door Generatie Alpha wordt gebruikt en gepopulariseerd.  

## Etymologie
Volgens de Amerikaanse taalkundige John McWhorter is de term "geëvolueerd uit 'goddamn'."  Volgens Kelly Elizabeth Wright, een onderzoeker in taalwetenschappen aan Virginia Tech, wordt de herkomst van Gyat beschouwd als de Zwarte Zuidelijke, Jamaicaanse en andere gemeenschappen van de Afrikaanse diaspora .  De term wordt toegeschreven aan zijn wortels in het Afrikaans-Amerikaanse volkstaal-Engels . 